# Sayani Gupta
Pour les articles homonymes, voir Gupta.
Sayani Gupta, née en 1985 à Kolkata, est une actrice indienne.

## Biographie
En 2014, elle est tête d'affiche en duo avec Kalki Koechlin dans le film de Shonali Bose et Nilesh Maniyar, Margarita, with a Straw.

## Filmographie
- 2010 : Blue Palace (court métrage)
- 2012 : Manthan (court métrage) : Aisha
- 2012 : Second Marriage Dot Com (en) : Poonam upadhayay
- 2012 : Tasher Desh (en) : la reine jeune
- 2014 : Shuruaat Ka Interval : Opa
- 2014 : Margarita, with a Straw : Khanum
- 2014 : Bubbles and Stars (court métrage) : Opa
- 2015 : Parched : Champa
- 2016 : Leeches (court métrage) : Raisa
- 2016 : Fan : l'assistante de Sharukh khan
- 2016 : Jagga Jasoos
- 2016 : Baar Baar Dekho (en)
- 2021 : Pagglait : Aakansha Roy